# Jan Kavan

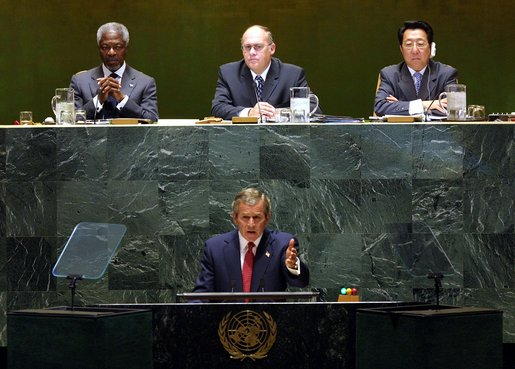
Jan Kavan v OSN 2002 (nahoře uprostřed), u řečnického pultu prezident USA George W. Bush.

Jan Kavan (* 17. října 1946 Londýn) je bývalý český politik a diplomat, po sametové revoluci poslanec Sněmovny lidu Federálního shromáždění za Občanské fórum, pak za Klub poslanců sociálně demokratické orientace, v 90. letech místopředseda Zemanovy vlády a ministr zahraničních věcí, senátor za Českou stranu sociálně demokratickou, a také předseda Valného shromáždění OSN. V letech 1991–1996 čelil nařčení z údajné spolupráce se Státní bezpečností v době krátce po své emigraci z Československa do Spojeného království (1969).

## Životopis

### Původ
Narodil se v rodině diplomata a důstojníka československé exilové armády Pavla Kavana a jeho britské manželky Rosemary, povoláním učitelky. Jeho otec byl v 50. letech 20. století zatčen a v procesu s Rudolfem Slánským byl svědkem a v květnu 1953 souzen spolu s Eduardem Goldstückerem, Karlem Dufkem a Richardem Slánským, odsouzen k 25 letům vězení.

### Studium a emigrace
V 60. letech byl Kavan jako posluchač Univerzity Karlovy jedním z čelných představitelů studentského hnutí. V roce 1969 emigroval do Velké Británie, jejíž státní příslušnost jako země svého narození měl. Vystudoval mezinárodní vztahy na London School of Economics and Political Science a poté historii a politiku na univerzitách v Readingu a v Oxfordu. V Londýně založil a řídil agenturu Palach Press a dvě nadace – Nadaci Jana Palacha a Východoevropskou kulturní nadaci. Vytvořil tak jedno z nejvýznamnějších center československého exilu. V letech 1972–1990 byl členem Labouristické strany.

### Politická činnost
V listopadu 1989 se vrátil do Československa a začal aktivně působit v Občanském fóru. Ve volbách roku 1990 zasedl do Sněmovny lidu, (volební obvod Praha) za OF. Po rozkladu Občanského fóra v roce 1991 působil nejprve jako nezařazený poslanec a pak od října 1991 přešel do Klubu poslanců sociálně demokratické orientace. Ve Federálním shromáždění setrval do voleb roku 1992.
V letech 1991–1996 čelil nařčení ze spolupráce s StB pod údajným krycím jménem „Kato“.
V roce 1993 vstoupil do České strany sociálně demokratické (od roku 2023 Sociální demokracie) V senátních volbách roku 1996 byl zvolen členem horní komory českého parlamentu za ČSSD v obvodu Prostějov.
Kavan byl členem vlády Miloše Zemana, v níž v letech 1998–2002 zastával úřad ministra zahraničních věcí ČR a zároveň v letech 1999–2002 i místopředsedy vlády. V době bombardování Jugoslávie v roce 1999, na jehož schválení premiérem se jako ministr zahraničních věcí aktivně účastnil, později předložil společně se svým tehdejším řeckým kolegou návrh na zastavení bombardování, a to bez koordinace s ostatními diplomaty členských zemí NATO. Tento návrh byl zamítnut, protože na rozdíl od postoje Severoatlantické aliance předpokládal zastavení náletů a teprve poté splnění požadavků NATO jugoslávskou vládou.
V letech 2002–2003 byl Kavan předsedou Valného shromáždění OSN. Ve volbách v roce 2002 byl zvolen do Poslanecké sněmovny Parlamentu České republiky za ČSSD a poslanecký mandát zastával až do konce volebního období, tj. do roku 2006.
V roce 2011 založil společně s Ilonou Švihlíkovou a Milanem Neubertem Spojenectví práce a solidarity, které zastřešuje šestnáct výrazně levicových subjektů.

### Rodinný život
Kavan je podruhé ženatý, z prvního manželství má čtyři děti.

## Sporné momenty

### Údajná spolupráce s StB
V letech 1969–1970 Kavan několikrát jednal v Londýně s konfidentem StB Zajíčkem, oficiálně pracovníkem československého velvyslanectví. Své styky s ním odůvodnil později tím, že netušil, že tento muž byl spolupracovníkem StB. Podle Kavanovy výpovědi byl Zajíček v rozhovorech s ním velmi kritický k okupaci ČSSR sovětskými vojsky a projevoval sympatie k pražskému jaru roku 1968. Předmětem jejich jednání bylo prodloužení tzv. výjezdních doložek československých studentů ve Velké Británii a Francii. Kavan vyhrál soudní spor v této otázce, a to jak u Městského soudu v Praze, tak u soudu odvolacího. Tento soud prohlásil, že Kavan s StB vědomě nespolupracoval. Svazek dokumentů StB o Kavanovi vydal John Bok knižně pod názvem „Kato – Příběh opravdového člověka“ (2000) a stejnému tématu se věnoval ještě v knize Sametová špína (2002).
Britský politolog John Keane napsal ve své knize Václav Havel – Tragédie o šesti dějstvích, že když byla kampaň proti Kavanovi na svém vrcholu, sešli se v Praze Jan Kavan, Václav Havel a Petr Uhl. Havel Uhlovi a Kavanovi sdělil, že ví, že Kavan nebyl spolupracovníkem StB, ale „z politických důvodů to nemůže říci veřejně“. Stejně o tom píše i Petr Uhl v knize svých pamětí Dělal jsem, co jsem považoval za správné.

### Zmizelé tajné dokumenty
Jan Kavan ještě jako ministr zahraničí podepsal prohlášení, že skartoval 400 tajných spisů. Asi dvě třetiny z nich se ale později našly a zbytek zmizel neznámo kam.

### Kauza Gripen
Jan Kavan měl zvláštní roli v tzv. kauze Gripen kolem zakázek britské zbrojovky BAE Systems. Kavana do kauzy Gripen vtáhla švédská televize SvT. Exministr jim v rozhovoru natočeném skrytou kamerou řekl, že při obchodu s bojovými letadly typu Saab JAS-39 Gripen dostala úplatky řada vysokých českých politiků. Na otázku, kolik lidí v parlamentu bylo uplaceno, doslova použil anglické slovo dozens, tedy „tucty“. Později však toto svoje vyjádření zmírnil.

### Jednání s Hamasem
Podle informací Rádia Česko dojednal Kavan během návštěvy delegace politiků národních parlamentů EU v Gaze v roce 2009 rozhovory s palestinskou organizací Hamás. EU přitom odmítá jednat s tímto kontroverzním a militantním hnutím, které v pásmu Gaza vládne. Tato schůzka údajně zkomplikovala tehdejší jednání s Izraelem.